# Vereniging voor de Bakkerij- en Zoetwarenindustrie
De Vereniging voor de Bakkerij- en Zoetwarenindustrie (VBZ) is een Nederlandse brancheorganisatie voor fabrikanten van koek, snoep, chocolade en hartige versnaperingen. De ruim 120 leden bestaan uit midden-, klein- en grootbedrijven. 
VBZ is gevestigd in Den Haag en is in 2000 ontstaan uit de samenvoeging van 3 afzonderlijke brancheverenigingen: Verbisco (koek), Nevesuco (snoep) en NSC (chocolade).

## Werkgebieden
- Arbeidsvoorwaarden
- Duurzaam ondernemen
- Internationaal ondernemen
- Kwaliteit & voeding
- Productie & techniek
- Risicomanagement